# Tetradecan
Tetradecan ist eine chemische Verbindung aus der Gruppe der höheren Alkane, genauer der Tetradecane. 

## Name
Der Name leitet sich von der Zahl Vierzehn ab.

## Vorkommen

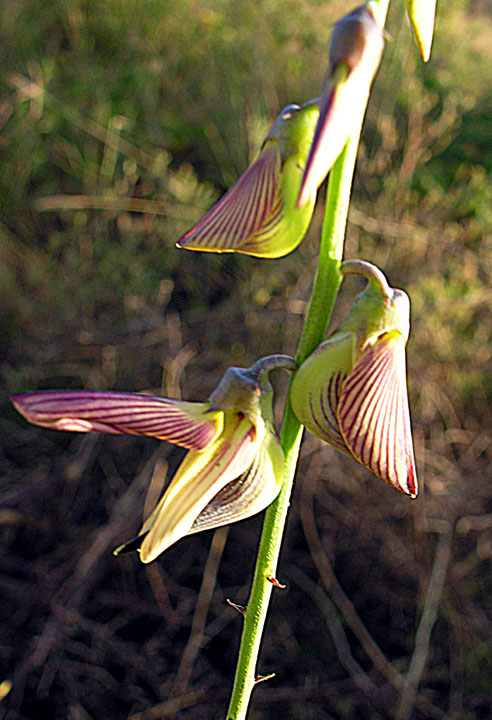
n-Tetradecan kommt natürlich in den Blättern und Samen von Crotalaria ochroleuca vor

Tetradecan kommt in Kerosin und Gasölen vor. Natürlich kommt n-Tetradecan zu ca. 2 % in den Blättern und Samen von Crotalaria ochroleuca vor. Daneben kann es unter anderem in Schwarznuss (Juglans nigra), Ysop (Hyssopus officinalis), Chinesische Engelwurz (Angelica sinensis), Arznei-Engelwurz (Angelica archangelica), Holunder (Sambucus nigra), Süßholz (Glycyrrhiza glabra), Papaya (Carica papaya), Gewürzvanille (Vanilla planifolia), Dill (Anethum graveolens), Capsicum frutescens, Spanischer Pfeffer (Capsicum annuum), Piment (Pimenta dioica) und Lorbeer (Laurus nobilis) nachgewiesen werden.

## Eigenschaften
Tetradecan ist eine farblose, klare, wenig flüchtige, brennbare, schwer entzündbare Flüssigkeit, die nahezu unlöslich in Wasser ist. Die Verbindung hat einen Flammpunkt von 110 °C. Der Explosionsbereich liegt zwischen 0,5 Vol.‑% (40 g/m3) als untere Explosionsgrenze (UEG) und 6,5 Vol.‑% als obere Explosionsgrenze (OEG). Die Zündtemperatur beträgt 200 °C. Der Stoff fällt somit in die Temperaturklasse T4.